# 米克爾森港
米克爾森港（英語：Mikkelsen Harbor）是南極洲的海灣，位於特里尼蒂島南面，處於斯科特斯伯格角和博奇角之間，由瑞典探險隊發現，現時由南極條約體系管理。